# 오치정 (가가와현)
오치정(일본어: 大内町)은 일본 가가와현 오카와군에 있던 정이다.

## 역사
- 1954년 4월 1일 - 오카와군 니부촌, 요미즈촌이 신설합병해 오치정이 성립하였다.
- 1955년 3월 15일 - 산본마쓰정과 신설합병해 새로운 오치정이 성립하였다.
- 2003년 4월 1일 - 오카와군 히케타정, 시로토리정과 합병해 히가시카가와시가 성립하였다. 동일 오치정은 폐지되었다.

## 참고 문헌
- 角川日本地名大辞典編纂委員会, 『角川日本地名大辞典 43 香川県』, 1985, 角川書店